# ولیکی کبلیچی
ولیکی کبلیچی (به لاتین: Veliki Kablići) یک منطقهٔ مسکونی در بوسنی و هرزگوین است که در لیونو واقع شده‌است.